# Коннов, Василий Дмитриевич
Василий Дмитриевич Коннов (1913, село Кологривовка — 2 марта 1945, Зволен) — капитан Рабоче-крестьянской Красной Армии, участник Великой Отечественной войны, Герой Советского Союза (1944).

## Биография
Василий Коннов родился в марте 1913 года в селе Кологривовка (ныне — Татищевский район Саратовской области). После окончания восьми классов школы работал в районной газете. В мае 1941 года Коннов был призван на службу в Рабоче-крестьянскую Красную Армию. С начала Великой Отечественной войны — на её фронтах. Принимал участие в боях на Западном, Воронежском, 1-м и 2-м Украинском фронтах. К марту 1944 года гвардии капитан Василий Коннов был заместителем по политчасти командира батальона 136-го гвардейского стрелкового полка 42-й гвардейской стрелковой дивизии 40-й армии 2-го Украинского фронта. Отличился во время форсирования реки Горный Тикич.
5 мая 1944 года Коннов поднял бойцов в атаку и, увлекая за собой, бросился в реку. Переплыв через неё, он повёл на штурм немецких укреплений бойцов батальона. Ему удалось выбить противника из его траншей и освободить деревню Антоновку Киевской области Украинской ССР. Противник предпринял контратаки, но Коннов успешно провёл их отражение. В результате немецкие войска потеряли несколько танков и бронетранспортёров, а также большое количество живой силы.
Указом Президиума Верховного Совета СССР от 13 сентября 1944 года за «отвагу и мужество, проявленные при форсировании реки Горный Тикич», гвардии капитан Василий Коннов был удостоен высокого звания Героя Советского Союза с вручением ордена Ленина и медали «Золотая Звезда».
2 марта 1945 года Коннов погиб в бою за город Зволен в Чехословакии. Похоронен в Зволене.
Был также награждён орденами Отечественной войны 1-й степени и Красной Звезды.

## Память
- Улица в Саратове[2].